# Apogon melanopus
Apogon melanopus är en fiskart som beskrevs av Weber, 1911. Apogon melanopus ingår i släktet Apogon och familjen Apogonidae. Inga underarter finns listade i Catalogue of Life.